# Carbonemys
Carbonemys ist eine ausgestorbene Gattung der Podocnemididae, einer Schildkrötenfamilie aus der Gruppe der Halswender-Schildkröten (Pleurodira). Carbonemys lebte im ausgehenden Paläozän auf dem Gebiet des heutigen Kolumbien. Ihr wird als einzige Art Carbonemys cofrinii zugerechnet. Carbonemys war die größte bekannte Schildkröte des Paläozäns und neben Titanoboa, Puentemys und Cerrejonisuchus der größte Vertreter der Cerrejón-Fauna.

## Merkmale
Das einzige Fossil, das Carbonemys sicher zugeordnet werden kann, ist ein zerdrückter fossiler Schädel von 21 cm Länge und 13 cm Breite. Carbonemys wies eine lange und breite Schnauze sowie einen großen Oberkiefer auf. Wie allen Podocnemididen fehlte der Art das Nasenbein. Ein abgeleitetes Merkmal gegenüber dem Rest dieser Gruppe stellen die Präfrontale und Postorbitale dar, die sich anders als bei allen anderen Gattungen posteolateral berühren. Carbonemys verfügte nicht über zahnähnliche Fortsätze am Oberkiefer; die Kaufläche wurde von Zwischenkieferbein, Kiefern und Gaumenbein gebildet. Sie wies eine glatte Oberfläche ohne Rillen auf. Zwar existieren keine anderen eindeutig bestimmten Fossilien von Carbonemys, jedoch wurde an der gleichen Stelle wie der Schädel auch ein Rückenpanzer gefunden, der sich der Gattung sowohl in seinen Dimensionen als auch in seiner Bauart zurechnen ließe. Er ist 173 cm lang, oval geformt und weist im Nacken eine Einbuchtung auf. Der Bauchpanzer ist nur fragmentarisch erhalten. Er erreichte rund 60 % der Rückenpanzerlänge. Mit einer Körperlänge von rund 2 m war Carbonemys neben der sympatrischen Puentemys die größte Schildkröte des Paläogens und erreichte etwa die gleiche Größe wie eine Lederschildkröte (Dermochelys coriacea). Unter den Halswender-Schildkröten erreichte nur Stupendemys geographicus eine noch größere Länge.

## Fundort, Fossilmaterial und Paläoökologie
Der Holotyp der Gattung, ein oberseitig zerdrückter Schädel (Inventarnummer UF/IGM 41), wurde 2005 in der La-Puente-Grube der kolumbianischen El-Cerrejón-Mine gefunden. Er stammt aus einer Lehmschicht in rund 245 m Tiefe, die auch die Überreste der Schlangenart Titanoboa, Puentemys und des Krokodils Cerrejonisuchus barg und auf 55–58 mya datiert wird. Der möglicherweise von Carbonemys stammende Rückenpanzer stammt aus der gleichen Fundschicht. Die Paläoflora von Cerrejón bestand unter anderem aus Foveotricolpites perforatus und Bombacacidites annae.

## Systematik und Taxonomie
Anhand des Schädels aus El Cerrejón beschrieben die Paläontologen Edwin A. Cadena, Daniel T. Ksepka, Carlos A. Jaramillo und Jonathan I. Bloch 2012 die Gattung Carbonemys und deren einzige Art Carbonemys cofrinii. Der Gattungsname setzt sich aus dem lateinischen „Carbon“ für Kohle und dem altgriechischen "Emys" für Süßwasserschildkröte zusammen. Das Artepitheton ehrt den Paläontologen David Cofrin.
Carbonemys bildet mit ihren nächsten Verwandten, den ausgestorbenen Schildkrötengattungen Neochelys, Caninemis, Dacquemys, Shweboemys, Stereogenys und Bairdemys eine monophyletische Gruppe, die (auf Basis morphologischer Analysen) zusammen mit den rezenten Gattungen Erymnochelys und Peltocephalus die Unterfamilie Erymnochelyinae bildet. Bei einer Kombination morphologischer und molekularbiologischer Daten bilden alle rezenten podocnemiden Schildkrötengattungen (Erymnochelys, Peltocephalus und Podocnemis) zusammen mit Cerrejonemys aus dem kolumbianischen Paläozän eine monophyletische Gruppe, die der Verwandtschaftsgruppe um Carbonemys als Schwesterklade gegenübersteht.